# Campeonato do Mundo de Polo de 1992
O Campeonato do Mundo de Polo de 1992 foi a terceira edição do maior torneio de polo do mundo, disputado em Santiago, no Chile em abril de 1992. O torneio foi vencido pela Argentina, que conquistou o seu segundo título. Este evento reuniu seis equipes de todo o mundo e teve como sede o Club de Polo y Equitación San Cristóbal.

## Qualificação
7 vagas foram oferecidas para o torneio, os Estados Unidos por ser o atual campeão e o Chile por ser sede do torneio não participaram dos torneios qualificatórios e qualificaram-se automaticamente.
A Malásia foi campeã do torneio qualificatório de sua zona porém decidiu não participar do torneio. A última vaga, de wildcard não foi oferecida neste torneio, totalizando seis participantes, um declínio em relação ao último torneio onde participaram 8 times.
|                 | América do Norte e Central                         | América do Sul                                  | Europa                                   | África, Ásia e Oceania                                                        |
| --------------- | -------------------------------------------------- | ----------------------------------------------- | ---------------------------------------- | ----------------------------------------------------------------------------- |
| Sede do torneio | México, Guatemala e Colômbia                       | Pilar AAP, Argentina                            | Round robin                              | Harare, Zimbábue e Pahang, Malásia                                            |
| Participantes   | - Canadá - Colômbia - Guatemala - Jamaica - México | - Argentina - Brasil - Equador - Peru - Uruguai | - Espanha - França - Inglaterra - Itália | - África do Sul - Índia - Filipinas - Malásia - Paquistão - Quénia - Zimbábue |
| Qualificados    | - México - Guatemala                               | - Argentina                                     | - Inglaterra                             | - Malásia                                                                     |

## Final
| Abril, 1992 | Argentina | 12 – 7 | Chile | Club de Polo y Equitación San Cristóbal, Santiago |
|             |           |        |       |                                                   |

## Classificação Final
| Posição | Equipa         | Elenco                                                                    |
| ------- | -------------- | ------------------------------------------------------------------------- |
| 1       | Argentina      | Lucas Criado, Delfin Uranga, Facundo Bensadon, Patricio Garrahan          |
| 2       | Chile          | Jaime Garcia Huidobro, Jaime Arrau, Rodrigo Vial, Jose A. Rebolar         |
| 3       | Inglaterra     | Robert Hanson, Andrew Hine, James Lucas, Jason Dixon                      |
| 4       | Estados Unidos | Dale Schwetz, John Gobin, George Olivas, Peter Cummings                   |
| 5       | México         | Eduardo Garibay, Alejandro Gomez Prada, Ricardo Garibay, Oscar Garibay    |
| 6       | Guatemala      | Victor Hugo Morales, Alfredo Aycinenea, Emmanuel Seidner, Francois Berger |